# Elatostema megaphyllum
Elatostema megaphyllum är en nässelväxtart som beskrevs av H. Schröter. Elatostema megaphyllum ingår i släktet Elatostema och familjen nässelväxter. Inga underarter finns listade i Catalogue of Life.